# Circe (torpilleur)
Le Circe (fanion « CC ») était un torpilleur italien de la classe Spica - type Alcione lancé en 1938 pour la Marine royale italienne (en italien : Regia Marina).

## Conception et description
Les torpilleurs de la classe Spica devaient répondre au traité naval de Londres qui ne limitait pas le nombre de navires dont le déplacement standard était inférieur à 600 tonnes. Hormis les 2 prototypes, 3 autres types ont été construits : Alcione, Climene et Perseo. Ils avaient une longueur totale de 81,42 à 83,5 mètres, une largeur de 7,92 à 8,20 mètres et un tirant d'eau de 2,55 à 3,09 mètres. Ils déplaçaient 652 à 808 tonnes à charge normale, et 975 à 1 200 tonnes à pleine charge. Leur effectif était de 6 à 9 officiers et de 110 sous-officiers et marins
Les Spica étaient propulsés par deux turbines à vapeur à engrenages Parsons , chacune entraînant un arbre d'hélice et utilisant la vapeur fournie par deux chaudières Yarrow. La puissance nominale des turbines était de 19 000 chevaux-vapeur (14 000 kW) pour une vitesse de 33 nœuds (61 km/h) en service, bien que les navires aient atteint des vitesses supérieures à 34 nœuds (62,97 km/h) lors de leurs essais en mer alors qu'ils étaient légèrement chargés. Ils avaient une autonomie de 1 910 milles nautiques (3 540 km) à une vitesse de 15 nœuds (27,7 km/h)
Leur batterie principale était composée de 3 canons 100/47 OTO Model 1937. La défense antiaérienne (AA) des navires de la classe Spica était assurée par 4 mitrailleuses jumelées Breda Model 1931 de 13,2 millimètres. Ils étaient équipés de 2 tubes lance-torpilles de 450 millimètres (21 pouces) dans deux supports jumelés au milieu du navire. Les Spica étaient également équipés de 2 lanceurs de charges de profondeur et d'un équipement pour le transport et la pose de 20 mines.

## Construction et mise en service
Le Circe est construit par le chantier naval Cantiere navale di Sestri Ponente à Sestri Ponente en Italie, et mis sur cale le 29 septembre 1937. Il est lancé le 29 juin 1938 et est achevé et mis en service le 4 octobre 1938. Il est commissionné le même jour dans la Regia Marina.

## Histoire de service
Parmi ses premiers commandants figure le lieutenant de vaisseau (tenente di vascello) Ener Bettica.
Lorsque l'Italie est entrée dans la Seconde Guerre mondiale, le navire fait partie du XIIIe escadron de torpilleurs basé à Messine, qui est formé avec ses navires-jumeaux (sister ships) Clio, Calipso et Calliope
À sept heures du soir du 16 juin 1940, l'unité, qui fait partie d'une patrouille de ratissage anti-sous-marins avec ses navires-jumeaux Polluce, Clio et Calliope, aperçoit le périscope d'un sous-marin, d'où sont tirées plusieurs torpilles. Les Circe, Polluce et Clio, évitant les torpilles, commencent à lancer des grenades sous-marines sur le point d'observation jusqu'à ce que, au neuvième passage, une grande quantité de débris émerge. L'unité attaquée est le sous-marin britannique HMS Grampus (N56), qui a coulé à la position géographique de 37° 05′ N, 17° 30′ E à 105 milles nautiques (195 km) à l'est de Syracuse, sans aucun survivant parmi les 59 membres de l'équipage,,,,.
Du 29 au 31 juillet 1940, le Circe et ses navires-jumeaux Clio, Climene et Centauro escortent de Naples à Messine et ensuite (avec le renfort des torpilleurs Airone, Alcione, Ariel et Aretusa) à Benghazi, dans le cadre de l'opération "Trasporto Veloce Lento", un convoi formé par le transport de troupes Marco Polo et les croiseurs auxiliaires Città di Palermo e Città di Napoli.
A 7h12 du matin le 10 janvier 1941, le Circe, commandé par le capitaine de corvette (capitano di corvetta) Tommaso Ferrieri Caputi, ainsi que son navire-jumeau Vega (les deux navires ont quitté Trapani la veille au soir pour reconnaître les forces ennemies en mer en vue de l'opération britannique "Excess"), aperçoivent à grande distance, à environ 7 milles nautiques (13 km) au sud-ouest de Pantelleria, un groupe important d'unités britanniques. Il s'agit d'un convoi de quatre navires marchands à destination de Malte (dont fait partie le Excess) et de son escorte, composée des croiseurs HMS Bonaventure (31), HMS Gloucester (62) et HMS Southampton (83) et de cinq destroyers,,. Bien que repérés à leur tour et soumis aux tirs d'artillerie des unités britanniques, les deux torpilleurs italiens s'approchent de la formation ennemie afin de l'attaquer. Arrivés à 4 000-5 000 mètres de distance, le Circe et le Vega, entre 7h26 et 7h28, lancent quelques torpilles (le Circe attaquée en premier, lançant trois torpilles contre une unité au milieu du groupe, tandis qu'une quatrième torpille n'a pas pu démarrer à cause d'une défaillance de la charge de lancement, tandis que le Vega en lance deux immédiatement après contre le HMS Bonaventure,) qui ne touchent cependant pas (en fait les unités italiennes ont identifié les cibles comme des navires de guerre se dirigeant vers le sud-est et avec une vitesse de 20 nœuds (37 km/h), mais en réalité les navires britanniques avançaient plus lentement) et ouvrent également le feu avec leurs pièces de 101 mm en réponse aux tirs britanniques. En fait, les croiseurs HMS Southampton et HMS Bonaventure et les destroyers HMS Hereward (H93) et HMS Jaguar (F34), qui ont d'abord pensé que les deux torpilleurs étaient des destroyers britanniques, sont passés à la contre-attaque à ce moment-là, tandis que les unités italiennes se sont repliées. Alors que le Circe parvient à s'en sortir indemne, rompant le contact à 8h15, le Vega est touché et dévasté par trois salves du HMS Bonaventure et achevé par une torpille du HMS Hereward, coulant à 8h15 après un violent combat,,. S'éloignant du lieu de la bataille, se dirigeant vers le nord, le Circe atteint Pantelleria à 8h45 puis, prenant à son bord un médecin, il retourne sur le lieu du naufrage pour aider les survivants. De tout l'équipage du Vega, seuls cinq ou six hommes ont pu être sauvés,. En s'éloignant, le Circe abat un avion ennemi,.
Au cours de l'année 1941, le torpilleur est modifié avec l'élimination des inefficaces mitrailleuses de 13,2 mm et leur remplacement par 8 canons de 20/65  mm,.
Du 28 au 30 mars, le Circe, le Alcione et le Sagittario sont envoyés, avec deux vedettes-torpilleurs MAS (Motoscafo armato silurante), pour sauver le vapeur allemand Ruhr, torpillé par le sous-marin britannique HMS Utmost (N19) alors qu'il navigue en convoi vers la Libye, et l'escortent jusqu'à Tripoli avec un autre vapeur torpillé plus tard, le Galilea (les deux navires ont pu être sauvés).
Le 26 mai 1941, le navire effectue une mission de pose de mines à l'est de Malte, avec ses navires-jumeaux Perseo, Clio et Calliope.
Le 17 juillet 1941, le Circe quitte Tripoli en escortant le vapeur endommagé Menes, qui retourne en Italie pris en charge par les remorqueurs Ciclope et Max Barendt. Le 20 juillet, le convoi est attaqué dans le canal de Sicile par le sous-marin HMS Union (N56). Le torpilleur italien, apercevant le sillage d'une torpille vers 11h20, l'évite et réagit en lançant sept grenades sous-marines, suivies par un avion qui en lance trois autres, après quoi des bulles d'huile et d'air remontent à la surface. Le sous-marin britannique est coulé sans survivants, à environ 25 milles nautiques (46 km) au sud-ouest de Pantelleria,,,,,.
Le 7 septembre, il rejoint l'escorte - destroyers da Recco, Freccia, Folgore et Strale - d'un convoi en route Tripoli-Naples formé par le vapeur Ernesto, le navire à moteur Col di Lana et le pétrolier Pozarica. Le 7 septembre, le Ernesto est torpillé et endommagé par le sous-marin néerlandais Hr.Ms. O 21 au large de Pantelleria, et le Circe aide à le ramener à Trapani avec le Strale (arrivée le 8 septembre), tandis que le reste du convoi continue vers Naples qui arrive le lendemain.
Le 10 septembre, les torpilleurs Pegaso, Procione, Orsa et Circe (rejoints le 13 par le Perseo) et les destroyers Fulmine ed Oriani quittent Naples en escortant un convoi (les vapeurs Temben, Caffaro, Nicolò Odero, Nirvo, Giulia et Bainsizza) à destination de la Libye, qui le 12 septembre est attaqué par des avions britanniques Fairey Swordfish du 830e escadron (830th Squadron) de la Royal Air Force (RAF) au nord-ouest de Tripoli. Le Caffaro coule à la position géographique de 34° 15′ N, 11° 54′ E, tandis que le Tembien et le Nicolò Odero sont endommagés. Ce dernier est achevé le lendemain à la position géographique de 32° 51′ N, 12° 18′ E par une autre attaque aérienne, après que le reste du convoi ait atteint Tripoli.
Le 19 septembre 1941, le Circe est endommagé lors d'une attaque aérienne.

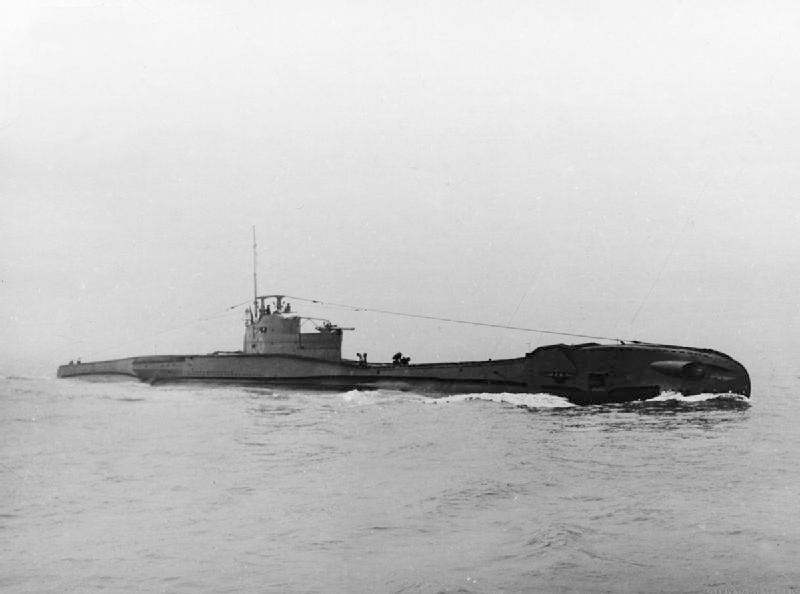
Le sous-marin HMS Tempest, coulé par le Circe le 13 février 1942

Le 12 février 1942, à 20h20, le Circe, commandé par le capitaine de corvette (capitano di corvetta) Stefanino Palmas, alors qu'il escorte le vapeur Bosforo dans le golfe de Tarente, reçoit l'ordre de diriger le transport vers Crotone et de procéder à un raid anti-sous-marin dans la zone comprise entre Crotone et Punta Alice, après que le sous-marin HMS Una (N87) ait torpillé le pétrolier Lucania. Le 13 février, à 3h02, le Circe repère en surface le sous-marin britannique HMS Tempest (N86), qui patrouille dans la mer Ionienne, à une trentaine de milles nautiques (55 km) au nord-est de Crotone, et qui, ayant aperçu le navire italien à son tour, plonge,, mais est repéré à l'échogoniomètre à 3h15. A 3h32, le torpilleur effectue un premier passage de lancement de charges de profondeur qui causent divers dommages au sous-marin, puis il commence à croiser sur la verticale du HMS Tempest sans attaquer jusqu'à l'aube, car la mer agitée et l'obscurité empêchent de lancer les charges - qui ne permettent que quatre attaques - avec précision. À 7h16, le Circe effectue un deuxième passage avec des charges de profondeurs, qui endommage sérieusement l'unité ennemie et, dix minutes plus tard, il y a des taches d'huile à la surface,. À 7h55, le navire italien procède à un nouveau largage de charges de profondeurs et voit remonter à la surface davantage de naphte et de bulles d'air. À 9h17, le Circe lance les dernières grenades sous-marines contre le sous-marin, et à 9h42, deux grosses bulles d'air font surface. Entre 9h45 et 9h48, le HMS Tempest, battu, doit remonter à la surface, tenu en joue par l'artillerie du torpilleur. Alors qu'une partie de l'équipage abandonne l'unité, deux hommes sont vus s'approchant du canon et donc, de 9h49 à 9h51, jusqu'à ce que toutes les tentatives britanniques d'actionner le canon soient abandonnées, le feu est ouvert avec des mitrailleuses et aussi avec des canons de 101 mm (qui ont tiré neuf coups). Le Circe essaie ensuite de monter à bord du sous-marin pour le capturer, mais il n'y est pas parvenu en raison de la mer agitée. À ce moment-là, le navire italien tente d'achever l'unité ennemie, alors désertée et à la dérive, en la frappant avec plus d'une douzaine de coups de canon, mais cette tentative a également échoué. Finalement, il est décidé de prendre le sous-marin en remorque et à cette fin, deux marins italiens montent à bord et préparent les câbles pour le remorquage, mais à ce moment-là, le HMS Tempest commence à couler par la poupe assez rapidement et, après que les deux hommes du Circe se soient jetés à la mer, il coule à la position géographique de 39° 15′ N, 17° 45′ E. Le torpilleur a également récupéré, avec un canot de sauvetage et des filets descendus des côtés, les 23 survivants (sur 62 membres d'équipage) du HMS Tempest.
Le 21 février 1942, lors de l'opération "K. 7", le Circe fait partie - avec les destroyers Maestrale, Pigafetta, Pessagno, Usodimare et Scirocco - de l'escorte d'un convoi (formé par le grand pétrolier Giulio Giordani et les cargos modernes Lerici et Monviso) parti de Corfou à 13h30 et arrivé à Tripoli,). Le 23 février, à 10h14, le Circe, naviguant à 14 nœuds (26 km/h) au nord-ouest du cap Misrata, identifie à l'échogoniomètre, à une distance de 1 800 mètres par 46°, le sous-marin britannique HMS P38, qui tente d'attaquer le convoi. Le torpilleur accélre à 18-20 nœuds (33-37 km/h) et à 1 000 mètres, aperçoit le périscope de l'unité ennemie, qui commence immédiatement la manœuvre de plongée rapide. Le Circe effectue alors un premier passage à 16 nœuds (29 km/h), larguant 6 grenades sous-marines destinées à exploser à 70 mètres. Peu après - il est 10h32 - le P38 est apparu fortement immergé, et c'est alors que le Pessagno et le Usodimare interviennent, larguant à leur tour des grenades sous-marines et mitraillant également, en collaboration avec des avions, l'unité ennemie qui venait de faire surface. L'action devient très confuse, empêchant le torpilleur de poursuivre son attaque, et un marin italien est tué par les tirs de mitrailleuses des mêmes unités italiennes, puis, après que les autres navires sont rappelés à leur place, le Circe peut à nouveau localiser l'unité sous-marine ennemie (qui, après avoir fait surface, était immédiatement retournée s'immerger) et lancer onze autres grenades sous-marines réglées à 75 mètres. Peu après, à 10h40, le P38 émerge en s'inclinant à 45° et avec les hélices qui tournent dans l'air, puis coule à nouveau rapidement avec tout l'équipage, à la position géographique de 32° 48′ N, 14° 58′ E,,. Le Circe reste pendant environ une heure et demie sur le site du naufrage, continuant à entendre l'écho (probablement causé par la fuite d'air et de carburant) du sous-marin coulé à une profondeur de 350 mètres.
Le 28 juin, le navire appareille de Benghazi et escorte, avec deux torpilleurs allemands, le vapeur Savona, qui est cependant perdu en raison de son échouement près de Sidi Sueicher.
Le 1er novembre 1942, le Circe et le vieux torpilleur San Martino sont envoyés pour escorter un convoi des croiseurs auxiliaires Zara et Brioni, qui a quitté Brindisi le 29 octobre pour Tobrouk. Vers huit heures du matin du 2 novembre, le convoi est attaqué par des bombardiers-torpilleurs britanniques et à 8h15, le Zara est touché par une torpille. Le Circe prend l'unité en difficulté en remorque, mais vers 20 heures, elle commence à couler et coule bientôt à une cinquantaine de milles nautiques (92 km) de Tobrouk. Le Circe et le San Martino sauvent tout l'équipage du Zara, à l'exception de cinq hommes,.
Dans la nuit du 26 au 27 novembre 1942, le Circe escorte un convoi à destination de la Libye au large de Palerme. Positionné à l'arrière du convoi, le torpilleur zigzague avec ses feux éteints,. Alors que le commandant Palmas est en train d'établir la carte, l'officier de la passerelle a commis une erreur de calcul de la route, erreur qui a conduit le Circe à être éperonné par le croiseur auxiliaire Città di Tunisi. L'impact a presque brisé le torpilleur en deux, qui, avec une énorme entaille au milieu du navire, chavire sur le côté tribord et coule en quelques minutes à environ quarante milles nautiques (74 km) au nord-est de Castellammare del Golfo, malgré les tentatives de l'équipage pour le sauver,.
Le commandant Palmas et 65 autres officiers, sous-officiers et marins périssent avec le navire. Les survivants sont récupérés par le destroyer Folgore.

### Commandement
- Lieutenant de vaisseau (Capitano di fregata) Aldo Rossi (né à Cogoleto le 28 novembre 1899) (10 juin - juillet 1940)
- Capitaine de corvette (Capitano di corvetta) Tommaso Ferrieri Caputi (né à Florence le 12 mars 1903) (juillet 1940 - mars 1941)
- Capitaine de corvette (Capitano di corvetta) Carlo Unger von Löwenberg (né à Lucca le 11 décembre 1906) (mars - 6 décembre 1941)
- Capitaine de corvette (Capitano di corvetta) Stefanino Palmas (né à Ittiri le 26 mars 1907) (+) (7 décembre 1941 - 27 novembre 1942)

## Sources
- (it) Cet article est partiellement ou en totalité issu de l’article de Wikipédia en italien intitulé « Circe (torpediniera) » (voir la liste des auteurs).